# Copa espanyola d'hoquei sobre herba femenina
|  | Aquest article tracta sobre la competició femenina. Si cerqueu la competició masculina, vegeu «Copa espanyola d'hoquei sobre herba masculina». |

La Copa espanyola d'hoquei herba femenina, denominada Copa SM la Reina Iberdrola per motius de patrocini, és una competició esportiva de clubs espanyols d'hoquei sobre herba creada la temporada 1985-86. De caràcter anual, està organitzada per la Reial Federació Espanyola d'Hoquei. Hi participen els vuit millors equips classificats de la primera volta de la Lliga, disputant una fase final en una seu neutral en format d'eliminació directa. El vencedor de la final és declarat campió de la Copa de la Reina.
El dominador de la competició és el Club de Campo Villa de Madrid amb dinou títols. Els equips catalans que han guanyat la competició són el Club Deportiu Terrassa (1986, 1998, 2000, 2001, 2007) i el Reial Club de Polo (2003, 2004, 2005, 2015, 2023) amb cinc títols cadascun, i el Júnior Futbol Club amb dos (1988, 2021).

## Equips participants
Els equips participants de l'edició 2023-24 de la Copa de la Reina Iberdrola són:
- Atlètic Terrassa Hockey Club
- Club de Campo Villa de Madrid
- Sanse Complutense
- Club Egara
- Júnior Futbol Club
- Reial Club de Polo
- Club Deportiu Terrassa
- Reial Societat

## Historial
| En negreta = Equip guanyador (so.) = Shoot-out / Penalti-stroke (1) = Nombre de campionats Nota: Noms dels equips segons l'època. |

| Edició  | Temp.   | Data       | Campió                 | Resultat       | Subcampió           | Seu                                   | refs.         |
| ------- | ------- | ---------- | ---------------------- | -------------- | ------------------- | ------------------------------------- | ------------- |
| I       | 1985-86 | 25-05-1986 | CD Terrassa (1)        | 3-2            | Club de Campo       | Camp Les Pedritxes, Matadepera        | [ 2 ]         |
| II      | 1986-87 | 24-05-1987 | Reial Societat (1)     | 2-1            | Club de Campo       | Madrid                                | [ 3 ]         |
| III     | 1987-88 | 08-05-1988 | Júnior FC (1)          | 2-1            | Atlético de Madrid  | Madrid                                | [ 4 ]         |
| IV      | 1988-89 | 02-05-1989 | Club de Campo (1)      | 1-0            | Júnior FC           | Santander                             |               |
| V       | 1989-90 | 18-03-1990 | Atlético de Madrid (1) | 2-2 (4-2, so.) | Club de Campo       | Club de Campo Villa de Madrid         | [ 5 ]         |
| VI      | 1990-91 | XX-XX-1991 | Club de Campo (2)      | 1-0            | Reial Societat      |                                       |               |
| VII     | 1991-92 | 01-03-1992 | Club de Campo (3)      | 2-0            | Júnior FC           |                                       | [ 6 ]         |
| VIII    | 1992-93 | 27-06-1993 | San Pablo Valdeluz (1) | 1-0            | Reial Societat      |                                       |               |
| IX      | 1993-94 | XX-XX-1994 | Reial Societat (2)     |                | RC Polo             |                                       |               |
| X       | 1994-95 | 02-04-1995 | Club de Campo (4)      | 2-1            | Sardinero Santander |                                       |               |
| XI      | 1995-96 | 14-04-1996 | San Pablo Valdeluz (2) | 4-2            | CD Terrassa         | Madrid                                |               |
| XII     | 1996-97 | 04-05-1997 | San Pablo Valdeluz (3) | 2-0            | CD Terrassa         | Club de Campo Villa de Madrid         | [ 7 ]         |
| XIII    | 1997-98 | 14-06-1998 | CD Terrassa (2)        | 4-0            | San Pablo Valdeluz  | Camp Les Pedritxes, Matadepera        | [ 8 ]         |
| XIV     | 1998-99 | 09-05-1999 | Club de Campo (5)      | 0-0 (3-2, so.) | CD Terrassa         |                                       | [ 9 ]         |
| XV      | 1999-00 | 04-06-2000 | CD Terrassa (3)        | 5-0            | RC Polo             |                                       | [ 10 ] [ 11 ] |
| XVI     | 2000-01 | 01-04-2001 | CD Terrassa (4)        | 4-0            | Ourense HC          | Alcalá la Real                        | [ 12 ]        |
| XVII    | 2001-02 | 09-06-2002 | Reial Societat (3)     | 1-1 (3-2, so.) | RC Polo             | Camp de Can Salas, Terrassa           | [ 13 ]        |
| XVIII   | 2002-03 | 01-06-2003 | RC Polo (1)            | 1-0            | Ourense HC          | Barcelona                             |               |
| XIX     | 2003-04 | 23-05-2004 | RC Polo (2)            | 2-1            | Ourense HC          | Madrid                                |               |
| XX      | 2004-05 | 19-12-2004 | RC Polo (3)            | 2-1            | CD Terrassa         | Terrassa                              |               |
| XXI     | 2005-06 | 18-12-2005 | Club de Campo (6)      | 3-1            | Júnior FC           |                                       |               |
| XXII    | 2006-07 | 23-12-2006 | CD Terrassa (5)        | 2-1            | Atlètic Terrassa HC | Camp FC Júnior, Sant Cugat del Vallès | [ 14 ]        |
| XXIII   | 2007-08 | 23-12-2007 | Club de Campo (7)      | 2-0            | Atlètic Terrassa HC | Camp Reial Club de Polo, Barcelona    |               |
| XXIV    | 2008-09 | 21-12-2008 | Club de Campo (8)      | 4-2            | RC Polo             | Terrassa                              |               |
| XXV     | 2009-10 | 21-03-2010 | Club de Campo (9)      | 2-0            | Júnior FC           | Alcalá la Real                        | [ 15 ]        |
| XXVI    | 2010-11 | 27-03-2011 | Club de Campo (10)     | 3-1            | Reial Societat      | Camp Les Pedritxes, Matadepera        |               |
| XXVII   | 2011-12 | 20-05-2012 | Club de Campo (11)     | 4-2            | Reial Societat      |                                       |               |
| XXVIII  | 2012-13 | 26-05-2013 | San Pablo Valdeluz (4) | 4-2            | Reial Societat      | Camp Eduardo Dualde, Barcelona        |               |
| XXIX    | 2013-14 | 16-03-2014 | Club de Campo (12)     | 0-0 (3-1, so.) | Reial Societat      | Club de Campo Villa de Madrid         | [ 16 ]        |
| XXX     | 2014-15 | 15-03-2015 | RC Polo (4)            | 1-0            | Reial Societat      | Terrassa                              | [ 17 ]        |
| XXXI    | 2015-16 | 13-03-2016 | Club de Campo (13)     | 1-0            | Júnior FC           | Camp Eduardo Dualde, Barcelona        |               |
| XXXII   | 2016-17 | 19-03-2017 | Club de Campo (14)     | 2-1            | Júnior FC           | Camp FC Júnior, Sant Cugat del Vallès |               |
| XXXIII  | 2017-18 | 11-03-2018 | Club de Campo (15)     | 3-0            | Júnior FC           | Camp Betero, València                 |               |
| XXXIV   | 2018-19 | 24-03-2019 | Club de Campo (16)     | 5-2            | RC Polo             | Club de Campo Villa de Madrid         |               |
| XXXV    | 2019-20 | 22-12-2019 | Club de Campo (17)     | 4-2            | SPV-Complutense     | Camp de Can Salas, Terrassa           | [ 18 ]        |
| XXXVI   | 2020-21 | 13-12-2020 | Júnior FC (2)          | 2-1            | Club de Campo       | Camp hoquei-herba Beteró, València    | [ 19 ]        |
| XXXVII  | 2021-22 | 14-11-2021 | Club de Campo (18)     | 4-2            | Júnior FC           | Camp Eduardo Dualde, Barcelona        | [ 20 ]        |
| XXXVIII | 2022-23 | 26-03-2023 | RC Polo (5)            | 2-0            | Club de Campo       | Club de Campo Villa de Madrid         | [ 21 ]        |
| XXXIX   | 2023-24 | 17-03-2024 | Club de Campo (19)     | 1-0            | Júnior FC           | Camp de La Estupa, Benalmádena        | [ 22 ]        |
| XL      | 2024-25 | 30-03-2025 | Club Egara (1)         | 1-1 (4-3, so.) | Club de Campo       | Camp del Pla del Bon Aire, Terrassa   | [ 23 ]        |

## Palmarès
| Equip                           | Campió | Subcampió | Finals | Anys campió | Anys subcampió                                                                  |
| ------------------------------- | ------ | --------- | ------ | --- | ------------------------------------------------------------------------------- |
| Club de Campo Villa de Madrid   | 19     | 6         | 24     | 1988-89, 1990-91, 1991-92, 1994-95, 1998-99, 2005-06, 2007-08, 2008-09, 2009-10, 2010-11, 2011-12, 2013-14, 2015-16, 2016-17, 2017-18, 2018-19, 2019-20, 2021-22, 2023-24 | 1985-86, 1986-87, 1989-90, 2020-21, 2022-23, 2024-25                            |
| Reial Club de Polo de Barcelona | 5      | 5         | 10     | 2002-03, 2003-04, 2004-05, 2014-15, 2022-23 | 1993-94, 1999-00, 2001-02, 2008-09, 2018-19                                     |
| Club Deportiu Terrassa          | 5      | 4         | 9      | 1985-86, 1997-98, 1999-00, 2000-01, 2006-07 | 1995-96, 1996-97, 1998-99, 2004-05                                              |
| Club de Hockey Valdeluz         | 4      | 2         | 6      | 1992-93, 1995-96, 1996-97, 2012-13 | 1997-98, 2019-20                                                                |
| Reial Societat                  | 3      | 7         | 10     | 1986-87, 1993-94, 2001-02 | 1990-91, 1992-93, 2010-11, 2011-12, 2012-13, 2013-14, 2014-15                   |
| Júnior Futbol Club              | 2      | 9         | 11     | 1987-88, 2020-21 | 1988-89, 1991-92, 2005-06, 2009-10, 2015-16, 2016-17, 2017-18, 2021-22, 2023-24 |
| Club Egara                      | 1      | 0         | 1      | 2024-25 | —                                                                               |
| Club Atlético de Madrid         | 1      | 1         | 2      | 1989-90 | 1987-88                                                                         |
| Ourense Hockey Club             | 0      | 3         | 3      | — | 2000-01, 2002-03, 2003-04                                                       |
| Atlètic Terrassa Hockey Club    | 0      | 2         | 2      | — | 2006-07, 2007-08                                                                |
| Sardinero Hockey Club           | 0      | 1         | 1      | — | 1994-95                                                                         |